# Vesta
Vesta (latinska izgovorjava: [ˈwɛsta]) je deviška boginja ognjišča, doma in družine v rimski religiji. Redko so jo upodabljali v človeški podobi, pogosto pa jo je predstavljal ogenj njenega templja v Rimskem forumu. Vstop v njen tempelj je bil dovoljen samo njenim svečenicam, Vestalkam, ki so skrbele za sveti ogenj na ognjišču v templju. Ker je veljala za varuhinjo rimskega ljudstva, je bil njen festival Vestalia (7. – 15. junija) eden najpomembnejših rimskih praznikov. V času Vestalij so matrone bose hodile skozi mesto do svetišča boginje, kjer so darovale hrano. Vesta je imel tako pomembno vlogo za rimsko religijo, da je bil njen eden zadnjih republiških poganskih kultov, ki so bili še vedno aktivni tudi po vzponu krščanstva, dokler ga krščanski cesar Teodozij I. leta 391 ni prisilno razpustil.
Mitov, ki so prikazovali Vesto in njene svečenice, je bilo malo in so bili omejeni na zgodbe o čudežni impregnaciji s falusom, ki se je pojavil v plamenih ognjišča - manifestaciji boginje. Vesta je bila med Dii Consentes, dvanajstimi najbolj častitljivimi bogovi v rimskem panteonu. Bila je hči Saturna in Ops ter sestra Jupitra, Plutona, Junone in Cerere. Njen grški ekvivalent je Hestija.

## Etimologija
Ovid izpeljuje ime Vesta iz latinskega (sua) vi stare – 'stati z (lastno) močjo', ime Vestine grške ustreznice Hestije (Ἑστία, 'ognjišče') pa iz grškega glagola έστάναι – 'stati'). Ciceron je domneval, da latinsko ime Vesta izhaja iz grške Hestie, za katero je Cornutus trdil, da izhaja iz grške hestanai dia pantos ('za vedno'). To etimologijo ponuja tudi Servij. Druga etimologija je, da Vesta izhaja iz latinskega vestio ('oblači'), pa tudi iz grškega έστἰα ('ognjišče' = focus urbis).
Georges Dumézil (1898–1986), francoski primerjalni filolog, je domneval, da ime boginje izhaja iz proto-indoevropske korenine *h₁eu-, prek izpeljane oblike *h₁eu-s-, ki se izmenjuje z *h₁w-es-. Prvega najdemo v grščini εὕειν heuein, latinskem urit, ustio in vedskih osathih, kar vse prenaša 'gorenje', drugega pa najdemo v Vesti. (Grško ime boginje Ἑστία Hestia verjetno ni povezano). Glej tudi galsko keltski visc - 'ogenj'.

## Zgodovina

### Izvor
Po tradiciji se je čaščenje Veste v Italiji začelo v Laviniumu, matičnem mestu Alba Longa in prvem trojanskem naselju. Iz Laviniuma se je čaščenje Veste preneslo na celotno Alba Longo. Po vstopu na višjo funkcijo so rimski sodniki odšli v Lavinium, da bi žrtvovali Vesti in gospodinjskim bogovom, ki so jih Rimljani imenovali Penati. Penati so bili trojanski bogovi, ki jih je v Italiji prvi predstavil Enej. Poleg teh gospodinjskih bogov je bila tudi Vesta, ki so jo imenovali Vesta Iliaca (Vesta iz Troje) , s svetim ognjiščem, imenovanim Ilaci foci (trojansko ognjišče).{sfn|Noehden|1817|p=214}}
Čaščenje Veste je, tako kot čaščenje mnogih bogov, izviralo iz doma, vendar je postalo uveljavljen kult v času vladavine bodisi Romula  bodisi Nume Pompilija  (viri se ne strinjajo, večina pa pravi, da je Numa). Svečenice Veste, znane kot Vestalke (Vestine device), so upravljale njen tempelj in nadzorovale večni ogenj. Njihov obstoj v Alba Longi je povezan z zgodnjo rimsko tradicijo, saj je bila Romulova mati Silvia svečenica.

### Rimsko cesarstvo
Rimska tradicija je zahtevala, da vodilni duhovnik rimske države pontifex maximus prebiva v domus publicus ('hiša v javni lasti'). Po nastopu funkcije pontifex maximus leta 12 pr. n. št. je Avgust del svoje zasebne hiše podelil Vestalkam kot javno last in vanjo vključil novo svetišče Veste. Staro svetišče je ostalo v templju Veste na [[Rimski forum|Rimskem forumu], toda Avgustovo darilo je javno ognjišče države povezalo z uradnim domom pontifexa maximusa in cesarjevo palačo na Palatinu. To je okrepilo povezavo med pisarno pontifex maximus in kultom Veste. Odslej je bila služba pontifex maximus vezana na naslov cesarja; cesarji so bili samodejno duhovniki Veste, pontifiki pa so bili včasih imenovani pontifices Vestae ('duhovniki Veste'). Leta 12 pred našim štetjem je bil 28. april (prvi od petdnevnih Floralij) po ex senatus consultaum (odloku senata) izbran v spomin na novo svetišče Veste v Avgustovem domu na Palatinu. Ognjišče slednje je bilo v središču tradicionalnih verskih obredov cesarskega gospodinjstva. Različni cesarji so vodili uradne oživitve in promocije kulta Vestalk, ki je na svojih različnih lokacijah ostal osrednji del starodavnih tradicionalnih kultov Rima v 4. stoletju. Posvečenja v atriju Veste, ki pretežno segajo med leta 200 do 300, potrjujejo službo več Virgines Vestales Maxime.  Čaščenje Veste je začelo upadati z vzponom krščanstva. V približno letu 379, je Gratian odstopil kot pontifex maximus; leta 382 je zaplenil Atrium Vestae; hkrati pa je umaknil njeno javno financiranje. Leta 391 je Teodozij I. kljub uradnim in javnim protestom zaprl tempelj in ugasnil sveti plamen. Nazadnje je Coelia Concordia odstopila kot zadnja Vestalis Maxima ('glavna vestalka') leta 394.

## Opis
Vesta, ki je bila upodobljena kot dobro vzgojeno božanstvo, ki se nikoli ni vmešavala v prepire drugih bogov, je bila včasih dvoumna zaradi nasprotujoče si zveze s falusom. Bila je utelešenje falične matere: ni bila le najbolj deviška in čista od vseh bogov, temveč so jo nagovarjali kot mater in ji podelili plodnost. Mitografi nam pravijo, da Vesta ni imela nobenega mita, razen da je bila prepoznana kot ena najstarejših bogov, ki je bila upravičena do čaščenja in daritev pred vsemi drugimi bogovi. Za razliko od večine bogov Vesta skoraj ni bila upodobljena neposredno; kljub temu so jo simbolizirali njen plamen, ognjena palica in obredni falus (fascin).
Medtem ko je bila Vesta sam plamen, se je simbol falusa lahko nanašal na Vesino funkcijo v kultih plodnosti, morda pa je priklicala tudi samo boginjo zaradi njene povezanosti z ognjeno palico, ki se uporablja za prižiganje svetega plamena. Včasih so jo imeli za poosebljenje ognjene palice, ki je bila vstavljena v votel kos lesa in na faličen način zasukana, da je prižgala svoj plamen.

### Ognjišče
Glede statusa Vestinega ognjišča je Dionizij iz Halikarnasa dejal: »In ogenj imajo za posvečen Vesti, ker ta boginja, ki je Zemlja in zaseda osrednji položaj v vesolju, nebesne požare vžge od sebe«. Ovid se je strinjal in rekel: »Vesta je enaka zemlji, obe imata večletni ogenj: Zemlja in sveti ogenj sta simbol doma«. Sveti ognji ognjišč so bili nujno potrebni za ohranitev in kontinuiteto rimske države: Cicero to izrecno navaja. Čistost plamenov je simbolizirala vitalno silo, ki je korenina življenja skupnosti. Tudi zato, ker se je obredna skrb devic razširila na kmetijski cikel in zagotovila dobro letino, je Vesta uživala naziv Mater ('mati').
O plodni moči svetega ognja priča Plutarhova različica rojstva Romula , rojstva kralja Servija Tulija [30] (v katerem njegova mati Okrezija zanosi, ko sedi na falusu  - Falus je penis zlasti v pokončnem položaju oziroma predmet, ki spominja na penis ali mimetična slika pokončnega penisa -, ki se je pojavil med pepelom boga Vulkana, po ukazu Tanakile, žene kralja Tarkvinija Priska) in rojstvo Kekula, ustanovitelja Praeneste. Vsi ti mitski ali pollegendarni liki kažejo mistično obvladovanje ognja, na primer Servijeve lase je zanetil oče, ne da bi ga poškodoval, njegov kip v templju Fortune Primigenije pa po njegovem atentatu ni poškodoval ogenj. Kekul je po lastni želji vžgal in gasil požare.

### Poroka
Vesta je bila povezana z liminalnostjo, limen ('prag') pa ji je bil svet: neveste so pazile, da ne bi stopile nanj, sicer pa svetogrde storijo z brcanjem svetega predmeta. Servij pojasnjuje, da bi bilo slabo presojati, če bi devica nevesta brcala predmet, posvečen Vesti - boginji, ki drži čistost za sveto. Po drugi strani pa je morda le zato, ker so Rimljani menili, da je to, da je poteptala kateri koli predmet, posvečen bogovom, V Plavtovi Casini so nevesto Casino opozorili, naj po poroki previdno dvigne noge čez prag, da bo imela v zakonu prednost. Podobno Katul opozori nevesto, naj dvigne noge čez prag »za dobro znamenje«.
V rimskem verovanju je bila Vesta prisotna na vseh porokah, Jana pa tudi: Vesta je bila prag, Jan pa vrata. Podobno so v vsaki žrtvi priklicali Vesto in Jana. Ugotovljeno je bilo, da je priklic obeh, ker sta bila tako pogosto priklicana, preprosto pomenil 'molitev'. In addition, Vesta was present with Janus in all sacrifices as well. Poleg tega je bila Vesta skupaj z Janom prisotna tudi pri vseh žrtvah. Opaženo je bilo tudi, da nobenega od njiju dosledno niso predstavljali kot človeka. To je bilo predlagano kot dokaz njunega starodavnega italskega izvora, ker nobeden od njiju ni bil »popolnoma antropomorfiziran«.

### Kmetijstvo
Vesta, ki je bila uvrščena med kmetijska božanstva, je bila v ločenih zapisih povezana z božanstvoma Tell in Terra. V članku Antiquitates rerum humanarum et divinarum Varro poveže Vesto s Tellom. Pravi: »Mislijo, da je Tell ... Vesta, ker je« oblečena »v rože«. Verrius Flaccus pa je Vesto identificiral s Terra. Ovid namiguje na Vestino povezavo z obema božanstvoma.

## Tempelj
Tam, kjer bi večina templjev imela kip, je imel Vesta ognjišče. Ogenj je bil versko središče rimskega čaščenja, skupno ognjišče (focus publicus) celotnega rimskega ljudstva. Vestalke so bile dolžne sveti ogenj vzdrževati. Če je ogenj ugasnil, ga je bilo treba prižgati z arbor felix, srečnega drevesa (verjetno hrasta). [48] Voda ni smela vstopiti v notranje ede in tudi ni mogla ostati dlje, kot je nujno potrebno v bližnjih prostorih. Vestalke so ga nosile v posodah, imenovanih futiles, ki so imele majhno nogo, zaradi česar so bile nestabilne.
V templju Veste ni bil le ignes aeternum ('sveti ogenj'), temveč tudi paladij Palas Atene in di Penates. Oboje naj bi v Italijo prinesel Enej. Atenski paladij je bil po besedah Livija: fatale pignus imperii Romani ('prisega usode za rimski imperij'). Paladij je bil tako pomemben, da so, ko so Galci leta 390 pred našim štetjem oropali Rim, Vestalke najprej pokopale Paladij, preden so se odpravile na varno v bližnji Caere. Takšni predmeti so bili shranjeni v penus Vestae (tj. svetem odlagališču templja Veste).
Kljub temu, da je bilo eno najbolj duhovnih rimskih svetišč, Vesta ni bil templum v rimskem pomenu besede; to pomeni, da to ni bila stavba, ki so jo posvetili avgurji, zato je niso mogli uporabljati za sestanke rimski uradniki. Trdili so, da svetišče Veste v Rimu zaradi svoje okrogle oblike ni bilo templum. Vendar templum ni bil zgradba, temveč sveti prostor, ki bi lahko vseboval zgradbo pravokotne ali krožne oblike. Pravzaprav so bili zgodnji templji pogosto oltarji, ki so bili posvečeni in so pozneje okoli njih postavili zgradbe. Tempelj Veste v Rimu je bil aedes in ne templum, zaradi značaja kulta Veste - natančen razlog je neznan.

## Vestalke
Vestalke so imele enega redkih položajev med duhovniki v rimski religiji. Izbrane so biei iz patricijskega razreda, morale so 30 let spoštovati popolno čistost. Od tod poimenovanje vestalke. Oblačile so se v določenem slogu in zaradi grožnje bičanja niso smeli pustiti, da bi ogenj ugasnil. Device Vestalke so živele skupaj v hiši blizu Foruma (Atrium Vestae), ki jo je nadzoroval Pontifex Maximus. Ko je postala svečenica, je bila vestalka devica pravno osvobojena očetove oblasti in 30 let prisegala na čistost. Vestalki, ki je prekinila to zaobljubo, bi lahko sodili v incestu in če bi jo spoznali za krivo, živo pokopali v Campus Sceleris ('Polje hudobije').
Februae (lanas: volnene niti), ki so bile bistveni del nošnje Vestal, so dobavljale rex sacrorum (kralj svetega" - senatsko duhovništvo, rezervirano za patricije), in flamen dialis (veliki Jupitrov duhovnik). Enkrat letno so Vestake rex sacrorum ritualno opozorili, naj bodo budne pri svojih dolžnostih, z besedno zvezo Vigilasne rex, vigila! Po Ciceronovem mnenju so Vestalke zagotovljale, da je Rim ohranil stik z bogovi.
Posebna dolžnost Vestalk je bila priprava in ohranjanje svetih salamoia (slanica) muries, ki so se uporabljale za uživanje mola salsa, mešanica slane moke, ki so jo uporabljali pri uradnih žrtvovanjih (od tod latinski glagol immolare, 'položiti na molo, 'žrtev'). Tudi to testo so pripravljale ob določenih dneh. Njihova naloga je bila tudi priprava sufimena za podeželski festival Parilia.

## Festivali
Domače in družinsko življenje je na splošno predstavljal praznik boginje hiše in duhov v skladišču - Vesta in Penati - v Vestalijah (7. - 15. junij). [64] Na prvi praznični dan so odprli penus Vestae (sanctum sanctorum njenega templja, ki so ga navadno zakrivali), edini čas v letu, ko so ženske darovale žrtve. Dokler je zavesa ostala odprta, so lahko matere prihajale bose in razmršene, da so boginji prepuščale daritve v zameno za blagoslov njih in njihove družine. Osel, žival posvečena Vesti, je bila 9. junija okronana z venci cvetja in koščki kruha. Zadnji dan (15. junija) je bil Q (uando) S (tercum) D (elatum) F (as) ['ko je gnoj mogoče zakonito odstraniti'] – penus Vestae je bil slovesno zaprt; Flaminica Dialis je opazila žalovanje, tempelj pa je bil očiščen, imenovan stercoratio: umazanijo so odnesli iz templja in jo po poti, imenovani clivus Capitolinus, nato prenesli v Tibero.
V vojaškem Feriale Duranum (koledar verskih obredov za rimsko vojaško posadko v Dura-Europos na Evfratu leta 224) je bil prvi dan Vestalij Vesta apperit[ur], zadnji dan pa Vesta cluditur. To leto je zapisana supplicatio, javna molitev posvečena Vesti 9. junija, in zapisi bratov Arval so na ta dan opazovali krvno daritev. V koledarju Chronograph of 354 je 13. februar postal praznik Virgo Vestalis parentat, državni praznik, ki je takrat nadomestil starejše parentalije, kjer je žrtvovanje goveda nad plameni zdaj posvečeno Vesti. To pomeni tudi prvo sodelovanje Vestalk v obredih, povezanih z Mani (htonična božanstva, ki včasih predstavljajo duše umrlih ljubljenih)

## Mitografija
Vesta ni imela uradne mitologije in je obstajala kot abstraktna boginja ognjišča in čednosti. Samo v poročilu v Ovidovi Kibelini zabavi se Vesta pojavlja neposredno v mitu.

### Rojstvo Romula in Rema
Plutarh je v svojem Življenje Romula povedal različico Romulovega rojstva, navajajoč zbirko italijanske zgodovine s strani Promationa. V tej različici, medtem ko je bil Tarhetij kralj Alba Longe, se je v njegovem ognjišču pojavil fantomski falus. Kralj je obiskal proročišče Tetide v Etrusci, ki mu je rekla, da mora biti devica s tem falusom. Tarhetij je eni od svojih hčera naročil, naj to stori, vendar ta ni ubogala in je poslala služkinjo. Jezen je kralj razmišljal o njeni usmrtitvi; pa se mu je Vesta prikazala v spanju in to prepovedala. Ko je služkinja rodila dvojčka, ju je Tarhecij predal svojemu podrejenemu Teraciju z ukazom, naj ju uniči. Namesto tega ju je Teracij odnesel na obalo reke Tibere in ju tam odložil. Nato je k njima prišla volkulja in ju dojila, ptice so prinašale hrano in ju hranile, preden je prišel presenečen pastir in odpeljal otroka k sebi domov. Tako sta bila rešena in ko sta zrasla, sta se podala nad Tarhecija in ga premagala,. Plutarh zaključuje s kontrastom med Promathionovo verzijo Romulovega rojstva in verzijo verodostojnejšega Fabija Pictorja, ki ga opisuje v podrobni pripovedi in to podpira.

### Spočetje Servija Tulija
Dionizij iz Halikarnasa pripoveduje lokalno zgodbo o rojstvu kralja Servija Tulija. V njej se je iz ognjišča Veste v Numini palači dvignil falus in Okrezija ga je prva videla. Takoj je obvestila kralja in kraljico. Kralj Tarkvinij je, ko je to slišal, bil začuden; toda Tanaquil, čigar znanje o vedeževanju je bilo dobro znano, mu je rekel, da je to blagoslov, da bo rojstvo ognjišča in smrtne ženske prineslo vrhunsko potomstvo. Kralj je nato izbral Okrezijo, da bi spočela z njim, saj ga je že videla. Med tem se ji je prikazal bodisi Vulkan bodisi skrbniško božanstvo hiše. Po izginotju je spočela in rodila Tulija.Ta zgodba o njegovem rojstvu bi lahko temeljila na njegovem imenu, saj bi Servij evfemistično pomenil 'sin hlapca', ker je bila njegova mati služkinja.

### Neprimernost Priapa
V 6. knjigi Ovidovih Fasti: Kibela je povabila vse bogove, satire, podeželska božanstva in nimfe na pogostitev, čeprav je Silen s svojim oslom prišel nepovabljen. Pri njem je Vesta brezskrbno ležala, ko jo je opazil Priap. Odločil se je, da se ji bo približal, da bi jo oskrunil; vendar je rit, ki jo je prinesel Silenj, pravočasno ustavil brata: Vesta se je prebudila in Priap je komaj ušel ogorčenim bogovom.  Omenjen v 1. knjigi Fasti je podoben primer Priapove neprimernosti, ki je vključevala Lotisa in Priapa. Poročilo o Vesti-Priapu ni tako dobro razvito kot pri Lotisu, kritiki pa menijo, da pripoved o Vesti in Priapu obstaja le za ustvarjanje kultne drame. Ovid pravi, da so osla v spomin na dogodek krasile ogrlice s krušnimi koščki. Drugje pravi, da so osla počastili 9. junija med Vestalijami v zahvalo za storitve, ki so jih opravljali v pekarnah.

### Antični
- Katul v Carmina
- Cicero v Pro Fonteio
- Dionizij iz Halikarnasa v Romaike Archaiologia
- Gaij Acilij v Annales Aciliani
- Aul Gellih v Noctes Atticae
- Maur Servij Honorat v Vergilii Aeneidem commentarii
- Maur Servij Honorat v Eclogues
- Ovid v Amores
- Ovid v Fasti
- Petronij v Satyricon
- Plavt v Casina
- Plinij starejši v Naturalis Historia
- Plutarh v Life of Numa
- Plutarh v Life of Romulus

### Modern
- Beard, Mary; North, John; Price, Simon (1998a). Religions of Rome: Volume 1, A History. Cambrdge University Press. ISBN 0-521-30401-6.
- Beard, Mary; North, John; Price, Simon (1998b). Religions of Rome: Volume 2, A Sourcebook. Cambridge University Press. ISBN 0-521-45015-2.
- Beekes, Robert (2010). Etymological Dictionary of Greek. Leiden-Boston: Brill. ISBN 978-900417418-4.
- Benveniste, Émile (1969). Le vocabulaire des institutions indo-européenes (v francoščini). Paris: Éditions de Minuit.
- Bowerstock, Glenn Warren; Brown, Peter; Grabar, Oleg (1999). Late Antiquity: A Guide to the Postclassical World. The Belknap Press of Harvard University Press. ISBN 978-0-674-51173-6 – prek Internet Archive.
- Brulé, Pierre (1987). La Fille d'Athènes: la religion des filles à l'époque classique: mythes, cultes et société (v francoščini). Paris: Belles lettres. ISBN 978-2-25160-363-6.
- Cecere, M. G. Granino (2003). »Vestali non di Roma«. Studi di Epigrafia Latina (v italijanščini). 20.
- The Chiron Dictionary of Greek & Roman Mythology: Gods and Goddesses, Heroes, Places, and Events of Antiquity. Chiron Publications. 1993. ISBN 978-0-933029-82-8 – prek Internet Archive.
- Deroux, Carl (2008). Studies in Latin Literature and Roman History. Zv. Volume 315. Latomus. {{navedi knjigo}}: |volume= ima odvečno besedilo (pomoč)
- DiLuzio, Meghan J. (2016). A Place at the Altar: Priestesses in Republican Rome. Princeton University Press. ISBN 978-0-691-16957-6.
- Dixon-Kennedy, Mike (1998). Encyclopedia of Greco-Roman Mythology. ISBN 978-1-57607-094-9.
- Dubourdieu, Annie (1989). Les Origines et le développement du culte des pénates à Rome (v francoščini). École française de Rome. ISBN 978-2-72830-162-1.
- Dumézil, Georges (1974). »2«. La religion romaine archaïque, avec un appendice sur la religion des Étrusques (v francoščini). Paris: Payot. part 2.
- Fraschetti, Augusto (2001). Roman Women. Prevod: Linda Lappin. University of Chicago Press. ISBN 978-022626093-8.
- Frazer, James George (1929). Fastorum libri sex. Zv. IV. London: Macmillan and Co.
- Frothinghom, A. L. (1914). »Circular Templum and Mundus. Was the Templum Only Rectangular?«. American Journal of Archaeology. 18.
- Geffcken, Katherine A.; Dickison, Sheila Kathryn; Hallett, Judith P. (2000). Rome and Her Monuments: Essays on the City and Literature of Rome in Honor of Katherine A. Geffcken. Wauconda, Illinois: Bolchazy-Carducci Publishers. ISBN 978-0-86516-457-4.
- Hemelrijk, Emily (2015). Hidden Lives, Public Personae: Women and Civic Life in the Roman West. New York: Oxford University Press. ISBN 978-019025188-8.
- Herbert-Brown, Geraldine (1994). Ovid and the Fasti: An Historical Study. Oxford: Clarendon Press Oxford. ISBN 978-0-19-814935-4.
- Hersch, Karen K. (2010). The Roman Wedding: Ritual and Meaning in Antiquity. Cambridge University Press. ISBN 978-0-521-19610-9.
- Johnston, Sarah Iles (2004). Religions of the Ancient World: A Guide. The Belknap Press of Harvard University Press. ISBN 978-0-674-01517-3.
- Lefkowitz, Mary R.; Fant, Maureen B. (2005). Women's Life in Greece and Rome: A Source Book in Translation. Johns Hopkins University Press. ISBN 978-0-8018-8310-1.
- Littlewood, R. Joy (2006). A Commentary on Ovid: Fasti book VI. Oxford; New York: Oxford University Press. ISBN 978-0-19927-134-4.
- Marouzeau, Jules (2006). Revue des études latines (v francoščini). Société d'Édition Les Belles Lettres.
- Middleton, John Henry (1886). »The Temple and Atrium of Vesta and the Regia«. Archaeologia: 395.
- Middleton, John Henry (1892). The Remains of Ancient Rome. Zv. Volume 1. str. 295. {{navedi knjigo}}: |volume= ima odvečno besedilo (pomoč)
- Mommsen, Theodor (1894). The History of Rome. Zv. I.
- Morford, Mark P. O.; Lenardon, Robert J. (1999). Classical Mythology (Sixth izd.). Oxford University Press.
- Newlands, Carole Elizabeth (1995). Playing with Time: Ovid and the Fasti. Zv. Volume 55. Cornell University Press. ISBN 978-0-8014-3080-0. {{navedi knjigo}}: |volume= ima odvečno besedilo (pomoč)
- Noehden, G. H. (1817). »On the Worship of Vesta, and the Holy Fire, in Ancient Rome: with an Account of the Vestal Virgins«. The Classical Journal. 15.
- Paschalis, Michael (1977). Virgil's Aeneid: Semantic Relations and Proper Names. Clarendon Press Oxford. ISBN 978-0-19-814688-9.
- Salzman, Michele Rene (1990). On Roman Time: The Codex-Calendar of 354 and the Rhythms of Urban Life in Late Antiquity. University of California Press. ISBN 978-0-520-06566-6.
- Schroeder, Jeanne Lorraine (1998). The Vestal and the Fasces: Hegel, Lacan, Property, and the Feminine. London: University of California Press. ISBN 978-0-520-21145-2.
- Severy, Beth (2003). Augustus and the Family at the Birth of the Roman Empire. Routledge. ISBN 978-0-203-21143-4.
- Thédenat, Henry (1908). Le Forum romain et les forums impériaux (v francoščini). Paris: Hachette et Cie.
- Watkin, David (2009). The Roman Forum. Harvard University Press. ISBN 978-0-674-03341-2 – prek Internet Archive.
- Williams, Rome (2008). The Original Dysfunctional Family: Basic Classical Mythology for the New Millennium. Mundelein, Illinoi: Bolchazy-Carducci. ISBN 978-0-86516-690-5.
- Wiseman, Timothy Peter (1995), Remus: A Roman Myth, Cambridge University Press, ISBN 0-521-41981-6